# 贾荣庆
贾荣庆（1945年—），男，浙江杭州人，中国数学家，曾任浙江大学教授、博士生导师。现任阿尔伯塔大学数学系终身教授。